# Роквил (Мериленд)
Роквил (енгл. Rockville) град је у америчкој савезној држави Мериленд.

## Демографија
По попису из 2010. године број становника је 61.209, што је 13.821 (29,2%) становника више него 2000. године.
| Група             | 2000.          | 2010.          |
| Белци             | 29.342 (61,9%) | 32.344 (52,8%) |
| Афроамериканци    | 4.317 (9,1%)   | 5.858 (9,6%)   |
| Азијати           | 7.030 (14,8%)  | 12.582 (20,6%) |
| Хиспаноамериканци | 5.529 (11,7%)  | 8.781 (14,3%)  |
| Укупно            | 47.388         | 61.209         |